# 딱지본 소설

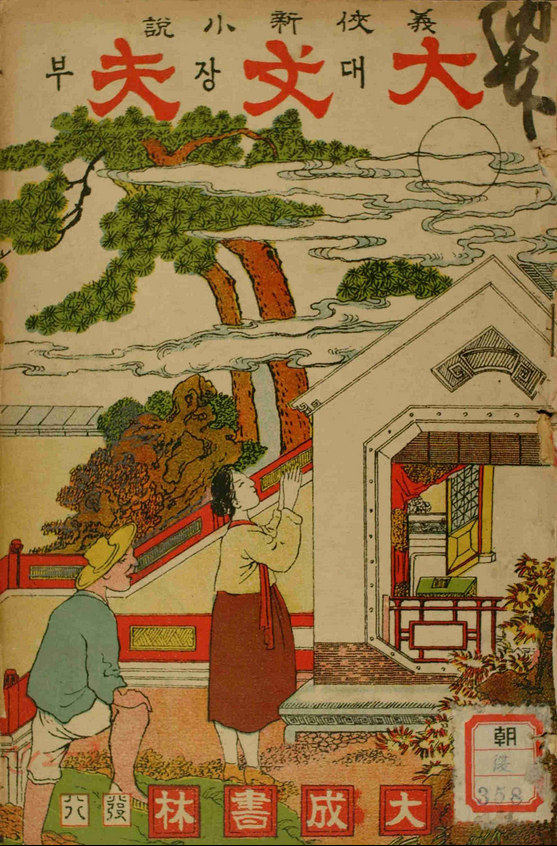
대장부

딱지본 소설은 1910년대 초반, 한국의 일제강점기 시대에 값이 싸고 부피가 적어 서민들도 휴대하기 편하게 제작된 소설책이다. 표지가 딱지처럼 울긋불긋하고 화려한 색깔과 모양으로 채색되어 딱지본이라는 이름으로 널리 불린다. 이야기책, 육전소설, 활자본 고소설 등의 명칭도 자주 쓰인다. 딱지본 소설책은 "표지에 다색 인쇄된 이미지를 싣고 신식 연활자로 인쇄한 소설책으로, 폭넓은 독자층과 다량의 판매부수를 자랑했던 근대기를 대표하는 대중적 출판물"이다.  
딱지본은 1908년경 처음 나타나기 시작해서 1910년대에 크게 유행했으며, 1970년대까지도 일부 생산되었다. 1970~1980년대까지만 해도 시골 장터의 한구석이나 변두리 헌책방 등에서 한두 권쯤 만나 볼 수 있었으나, 요즘에는 거의 유통되지 않는다. 출판된 책은 소설이 대부분이지만, 가요집, 실용서(척독류), 취미서 등도 존재한다. 이에 따라 딱지본을 소설과 관련짓지 말고 "20세기 전반기에 유행했던 대중서의 물질적 양식"으로 정의하자는 의견도 있다. 일찍이 박종화는 "오색이 화려한 울긋불긋 호화로운 표지에 기름내가 산뜻한 새로운 장정"이라 하여 관련 책들의 물질적 특성에 주목한 바 있다.  
언제부터 딱지본이라는 쓰였는지는 불분명하다. 처음에는 '이야기책'(얘기책)이라고 주로 불리다가 1930~1950년대에 주로 서적 유통 시장에서 '딱지본'이라 호칭되기 시작했으며, 1970~1980년대에 비로소 이 말이 문헌으로 확인된다.
김기진에 따르면, '딱지본'을 대중이 즐겨 읽었던 이유는 "이야기책의 표장(表裝)의 황홀, 정가의 저렴, 인쇄의 대(大), 문장의 운치" 때문이다. 딱지본의 황홀한 표지 장정, 즉 울긋불긋한 표지는 한국에서 상업적인 책 표지 디자인의 등장을 알리는 신호탄이다. 알록달록한 색감에 내용 일부를 짐작하게 하는 표지는 독자들 시선을 끌고 구매로 이어지게 하는 당대로서는 대단한 광고 기법으로, 출판업자들은 표지에 큰 관심을 쏟았으며, 때때로 일제는 풍속 교화 등을 이유로 표지를 수정 또는 삭제하게 하는 등 검열에 나서기도 했다.
딱지본 소설의 표지는 1910년대에는 주로 조선시대 회화의 전통 양식을 따랐으나, 1920~1930년대로 가면서 여성 독자를 의식해서 신여성이 등장하고, 영화 매체의 영향을 받아 클로즈업 등 새로운 화면 구성이 나타나는 등 전통 양식이 약화된다.
울긋불긋한 표지와 함께 4호 활자(한성체)로 인쇄된 큼직한 글씨는 딱지본의 주요 특징이다. 내용에 따라 약간 다른 판형이 사용되었는데, 신소설 출판은 46판(128×188밀리미터)으로, 고소설 출판은 46변형판(136×200밀리미터)으로, 실용서나 한문 또는 한문 위주의 국한문체 소설책은 국판 계열로 주로 만들어졌다.
딱지본 출판의 유행은 1910년대 일제 강점이 시작되면서 시사 및 정치 관련 서적에 대한 대대적 금서 조치, 신문 발행에 대한 극단적 억압 등으로 1900년대의 계몽적 흐름이 끊기고, 어쩔 수 없이 오락적이고 대중적인 내용을 출판할 수밖에 없다는 점, 6전밖에 하지 않는 낮은 가격과 휴대하기 편한 작은 판형과 부피 탓에 소설의 보급과 유통이 신속해지고 용이해졌다는 점 등과 관련이 있다. 6전이라는 저렴한 가격은 치열한 경쟁에 따른 마케팅의 결과이다. 책 정가를 20~30전으로 붙여 놓고, 70%까지 할인해서 판매하는 전략이 일상적이었기 때문이다. 딱지본의 유통 경로는 서점, 통신 판매, 서적 행상 등이었다. 특히 전국 방방곡곡을 돌아다니면서 소설을 팔기도 하고 읽어 주기도 한 서적 행상은 딱지본 유행에 큰 역할을 했다.
"대량 인쇄 기술의 도입과 상업적 출판업자의 등장, 계몽 담론의 열정과 근대 보통 교육에 따른 독자의 증가라는 배경" 속에서 출판되어 대중의 사랑을 받은 딱지본은 소설사적 의미뿐만 아니라 미술사적, 사회사적, 출판사적 의미가 상당하다. 대표 작품으로는 『춘향전』, 『심청전』, 『홍길동전』, 『사씨남정기』, ‘잡가책’ 등이 있다.

## 같이 보기
- 한국 문학
- 한국 미술
- 1910년대